# Ordenskapitel

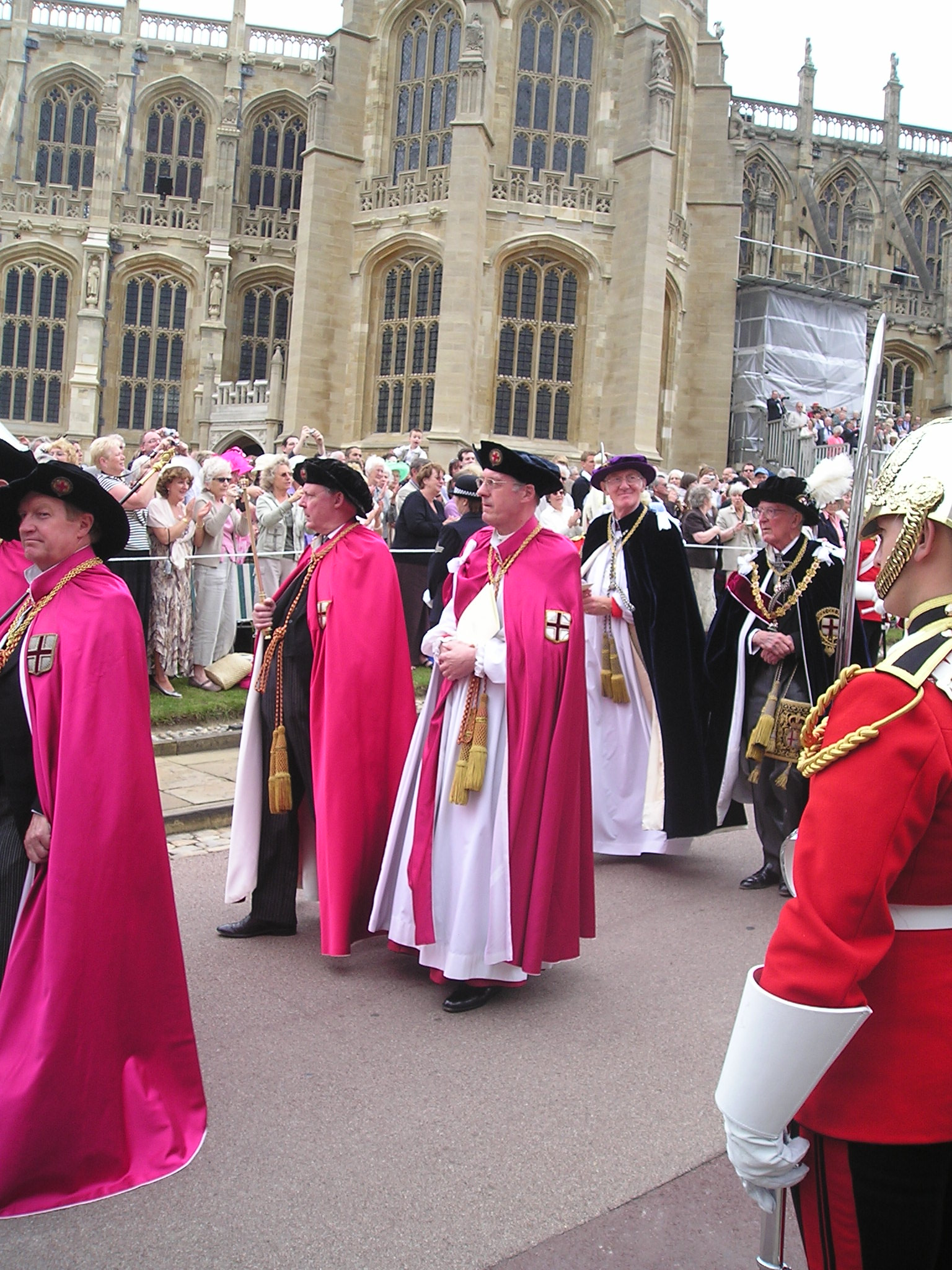
Officianter i Strumpebandsorden på väg från ordenskapitlet till kapitelgudstjänst

Ordenskapitel är en beteckning som används i ordenssammanhang. Ett ordenskapitel kan vara beteckningen på ett ordenssällskaps ledningsfunktion eller en samling av ledamöter tillhörande en andlig eller världslig orden.
Ett ordenskapitel kan också vara benämningen på en sammankomst som ibland följs av en gemensam måltid eller liknande. Sammankomstens innehåll varierar beroende på ordenssällskap, men kan till exempel innehålla gradgivning, tilldelning av utmärkelser, underhållning, dans och så vidare. Ett ordinarie ordenskapitel kan avhandla ekonomiska angelägenheter, medan tilldelning av utmärkelser förläggs till extra ordenskapitel.

## I Sverige
I Sverige hålls ordinarie ordenskapitel inom Kungl. Maj:ts orden varje år företrädesvis den 28 april under konungens ordförandeskap i Serafimersalen på Stockholms slott, då han är de svenska ordnarnas Stormästare. Ärendena föredras av kanslern samt vice kanslern tillika sekreteraren i samråd med Utrikesdepartementets protokollenhet. Under ordenskapitlet redovisas avlidna svenska riddare och kommendörer av de svenska ordnarna (som erhållit orden före 1975), antalet utdelade ordnar till utländska medborgare under föregående år samt ordenskapitlets ekonomi. Vapenmålaren förevisar även under året förfärdiga serafimervapen.